# IC 345
IC 345 ist eine linsenförmige Zwerggalaxie vom Hubble-Typ S0/a im Sternbild Eridanus südlich des Himmelsäquators. Sie ist schätzungsweise 56 Millionen Lichtjahre von der Milchstraße entfernt und hat einen Durchmesser von etwa 10.000 Lichtjahren. Die Galaxie gilt als Mitglied des Eridanus-Galaxienhaufens.

In der gleichen Himmelsregion befinden sich auch die Galaxien NGC 1394, NGC 1402, NGC 1407 und IC 343.
Das Objekt wurde am 22. Oktober 1887 vom US-amerikanischen Astronomen Ormond Stone entdeckt.